# Guía das aves de Galicia
Guía das aves de Galicia (lit. "Guia das aves da Galiza") é um guia para a identificação de aves na Galiza, de autoria dos ornitólogos Xosé Manuel Penas Patiño e Carlos Pedreira López, com ilustrações de Calros Silvar. Foi publicado pela primeira vez em 1980 pela Editorial Galaxia, e republicado em 1991 e 2004 pela Baía Edicións.
Este guia, na sua edição de 1980, é recomendado pela Sociedade Galega de História Natural. A edição de 2004 é recomendada pela Junta da Galiza para a observação de pássaros, juntamente com o livro Collins Bird Guide de pássaros da Espanha, Europa e região do Mediterrâneo.